# إحصار جيبي أذيني
عادة ما تتشكل النبضة الأولية في القلب في العقدة الجيبية الأذينية، ثم تنتشر النبضة عبر الأذينين حتي تصل إلى العقدة الأذينية البطينية. في حالة التوصيل الطبيعية، فإن الإشارة تنتقل (تسافر) عبر «حزمة هيس» ثم إلي أسفل فروع هذه الحزمة، ثم إلى ألياف بيركنجي. وهذا من شأنه أن يزيل استقطاب البطينات مما يتسبب في انقباضها.
أما في حالة الإحصار الجيبي الأذيني فإن الإشارة تتأخر أو تٌحصر (تٌحجب) وهي في طريقها إلى الأذينين، وبالتالي يحدث تأخر في انقباض الأذينين.
يختلف الإحصار الجيبي الأذيني عن الإحصار الأذيني البطيني الذي يحدث في عقدةالعقدة الأذينية البطينية وتسبب تأخر زوال استقطاب (انقباض) البطين.
يُصنف الإحصار الجيبي الأذيني إلى ثلاث فئات استنادا إلى مدة الحجب.